# Sea

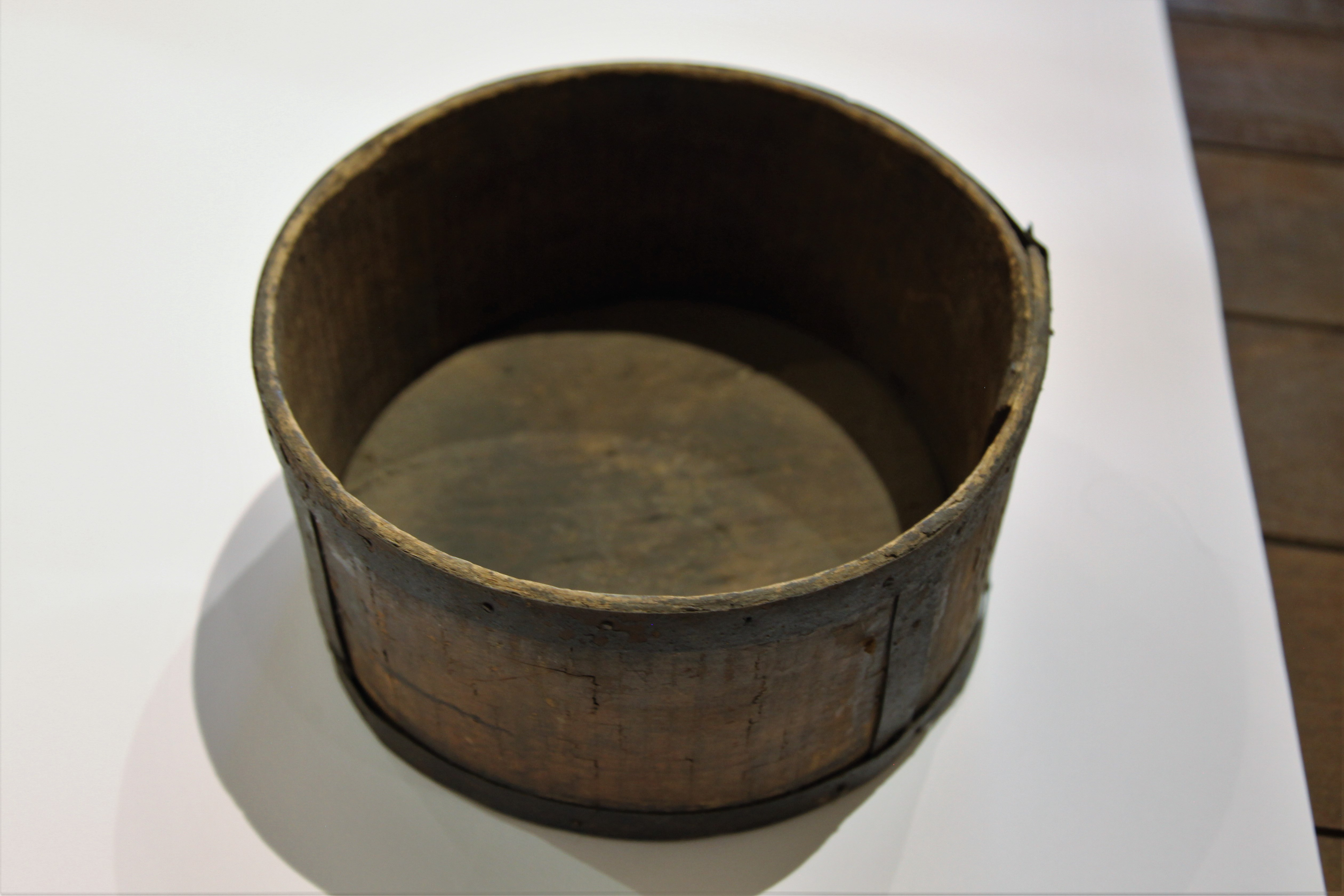
O sea de lemn la Muzeul tezaurului cetății din Acra (Akko), Israel

Seá (în ebraică סאה,se citește sĕ-á, la plural saín-סאין)  este o unitate de volum biblică, folosită de evrei în perioada talmudică, și mai apoi în sfera regulilor religioase - Halaha. În afara  Bibliei este menționată în diverse circumstanțe in cărțile Mișnei și Gemarei (Talmud) .În mod corespunzător exista un instrument de măsurat numit la fel - seá. 
O seá cuprindea șase kabim  și reprezenta o treime de eyfá.  

## În Biblie
În capitolul 18 din Cartea Facerii (în Torá sau Pentateuh) stă scris cum la sosirea celor trei oaspeți îngeri, Avraam «a alergat în cort la Sara și i-a zis:Frământă degrabă trei măsuri (saín) de făină bună și fă azime» 

## În practicaiudaică
Între învățații religioși evrei a izbucnit o polemică în legătură cu măsurătoarea ouălor contemporane și cu compararea lor cu cele din vremea Talmudului. Această polemică a avut repercusiuni asupra definirii unității de măsură sea.
În perioada talmudică o sea corespundea la șase kabim, iar un kav conținea 24 ouă, ceea ce însemna că o sea conținea 144 ouă. În felul acesta mărimea unei sea a devenit dependentă de dimensiunile ouălor.
După rabinul Haim Naeh (1890-1954) un ou are 57,6 cmc, iar atunci o sea conține circa 8,3 litri.
După rabinul Hazon Ish un ou are 99, 43 cmc, iar o sea circa 14,3 litri.

### Situații unde în iudaism are însemnătate unitatea seá
- Baia rituală mikve trebuie să cuprindă 40 sea de apă de ploaie. Un volum mai mic face baia nevalidă și inutilizabilă pentru acest scop.[3]
- Donația numită shekel sau siclu (trumat shekel) se adună în casse în mărime de trei saín.
- Tămâierea (haktarat ketoret) se face dintr-un recipient de o seá.

### La alte popoare din Orientul Apropiat
În limba arabă și în jurisprudența islamică se folosește o unitate de volum cu nume asemănător Saa صاع , de dimensiuni mult mai mici - între 2430-2533 cmc.